# Mohammed Al-Siyabi
Mohammed Ali Humaid Al-Siyabi (Barka', 21 dicembre 1988) è un calciatore omanita, centrocampista dell'Al-Shabab e della Nazionale omanita.

## Carriera

### Club
Ha sempre giocato nel campionato omanita.

### Nazionale
Ha esordito in Nazionale nel 2012.